# Asterozoan Buttress
Asterozoan Buttress ist ein 650 m hohes und nach Westen steil abfallendes Massiv auf der westantarktischen James-Ross-Insel. Es bildet den südöstlichen Ausläufer der Patalamon Mesa und ragt westlich des Hidden Lake auf.
Das UK Antarctic Place-Names Committee benannte es 2006 nach dem Fund am Fuß des Massivs von Fossilien aus der Überklasse der Asterozoa, die zu den Stachelhäutern gehören.